# خیابان فلوریدا

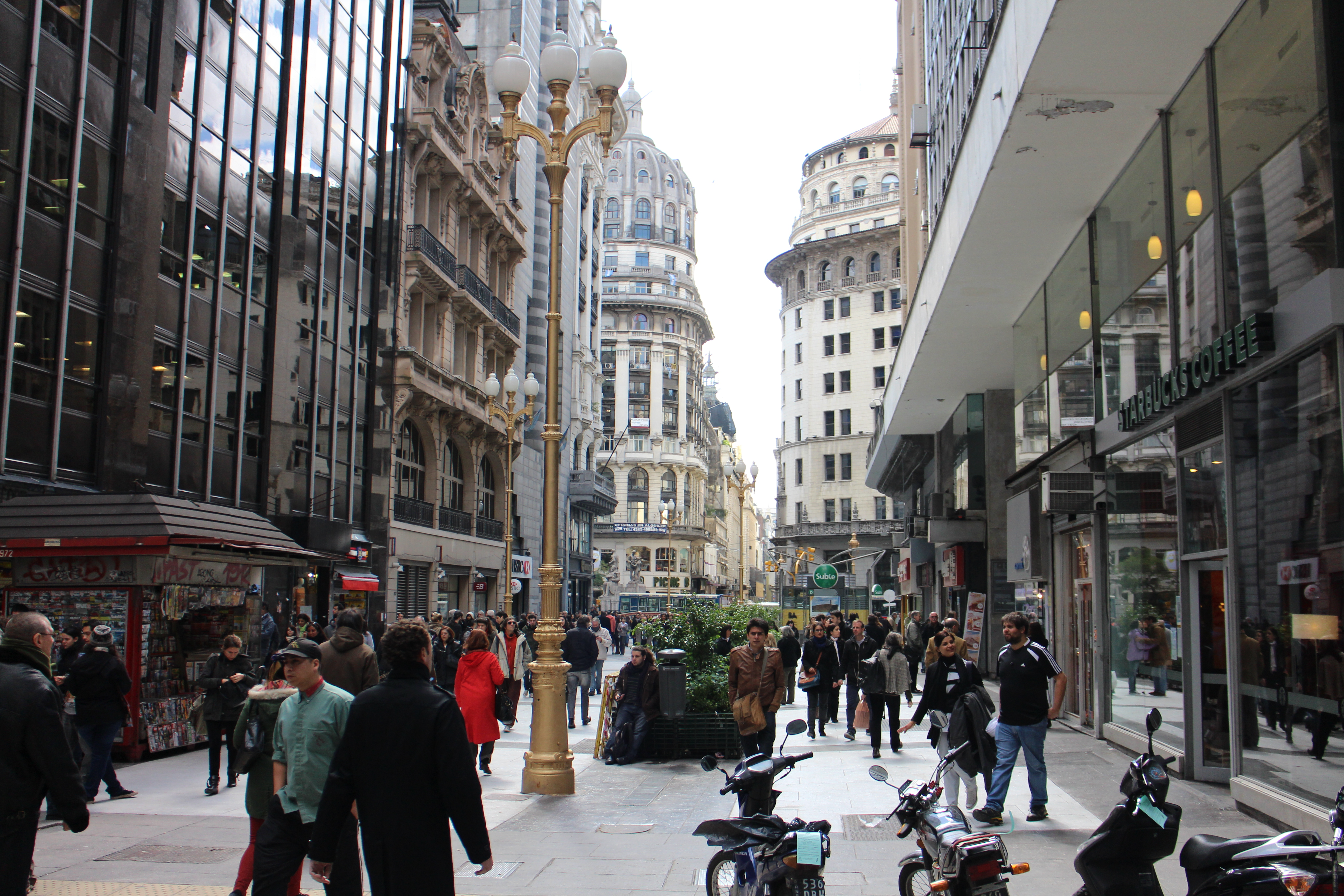
نمایی از خیابان فلوریدا

خیابان فلوریدا (به اسپانیایی: Calle Florida) نام خیابانی مسکونی-تجاری در یکی از گران‌قیمت‌ترین و اعیان‌نشین‌ترین مناطق بوئنوس آیرس، پایتخت آرژانتین است. به دلیل توریستی‌بودن، بخش اعظم خیابان بر روی وسایل نقلیه بسته‌است. خیابان فلوریدا، مرکزی‌ترین خیابان در هستهٔ شهر بوئنوس آیرس محسوب می‌شود. این خیابان در بخش رتیرو بوئنوس آیرس قرار دارد.
بسیاری از ساختمان‌های واقع‌شده در خیابان فلوریدا در سبک معماری آرت دکو و هنر نو ساخته شده‌اند.